# Robin Frijns
Robin Christiaan Maria Frijns (Maastricht, 7 agosto 1991) è un pilota automobilistico olandese, che vive in Belgio.
È campione 2012 della Formula Renault 3.5 Series e il primo pilota ad aver vinto la serie al suo esordio stagionale, da quando Robert Kubica ci riuscì nel 2005. Nel 2021 vince la 24 Ore di Le Mans nella categoria LMP2.

## Carriera in monoposto

### Kart
Frijns fu un attivo pilota di kart in Belgio e in Francia. Nel 2008, concluse 3º nel campionato europeo nella categoria KF2 e fu 2º nel campionato francese, con la stessa categoria.

### Formula BMW
Frijns iniziò la sua carriera in monoposto nella stagione 2009 della Formula BMW con la Josef Kaufmann Racing. Finì 3º in campionato, con una vittoria a Silverstone e sei podi. Finì anche in testa nella classifica riservata ai rookie.

### Formula Renault

#### Formula Renault 2.0
Frijns fece il suo primo tentativo in Formula Renault 2.0, correndo a Spa-Francorchamps nella Northern European Cup (NEC) del 2010. Guidando di nuovo per la Josef Kaufmann Racing, Frijns concluse 2º in gara-1, 5º in gara-2 e poi vinse la terza.
Nell'Eurocup Formula Renault 2.0 del 2011, Frijns corse nuovamente per la Josef Kaufmann Racing. Vinse il titolo al primo tentativo, aggiudicandosi cinque gare nel corso della stagione - tra le quali entrambe le corse a Silverstone - e finì quarantacinque punti davanti al rivale più vicino, Carlos Sainz Jr.
Frijns partecipò anche alla Formula Renault 2.0 NEC, finendo la stagione 4º, nonostante non avesse corso a Oschersleben, Most e Monza in campionato. Nel corso della stagione, vinse una gara e salì sul podio in sette occasioni.

#### Formula Renault 3.5
Nel 2012, Frijns passò alla Formula Renault 3.5 Series - la categoria principale della World Series by Renault - questa volta guidando per il team Fortec Motorsport. Come nel 2011, Frijns vinse il titolo al suo primo tentativo, vincendo al Motorland Aragón, al Moscow Raceway e all'Hungaroring, salendo cinque volte sul podio e ottenendo cinque podi e quattro pole nel corso della stagione.
Il titolo di Frijns fu avvolto nel sospetto in quanto fu coinvolto in una collisione con il rivale Jules Bianchi nella gara finale della stagione a Barcellona. Bianchi passò Frijns all'inizio del giro 21 e l'olandese così passò velocemente sotto la pressione del pilota della Carlin, il danese Kevin Magnussen. Magnussen provò a superare Frijns alla curva Repsol, quest'ultimo andò all'interno nel tentativo di bloccarlo. A causa di questo movimento, Frijns entrò in curva a una velocità folle, mancando completamente il punto di corda e speronando Bianchi, il quale uscì di pista e finì contro il muro, ritirandosi. Frijns concluse la gara 7º, ma i commissari di gara decisero che lui avesse causato un incidente evitabile e aggiunsero 25 secondi al suo tempo di gara, relegandolo così al 14º posto. Poiché Bianchi non segnò punti e l'altro rivale Sam Bird non riuscì a segnare punti sufficienti, il titolo restò a Frijns. Nei giorni seguenti alla corsa, Bianchi accusò Frijns di aver causato intenzionalmente l'incidente, accusa che fu respinta dal diretto interessato.

### GP2 Series

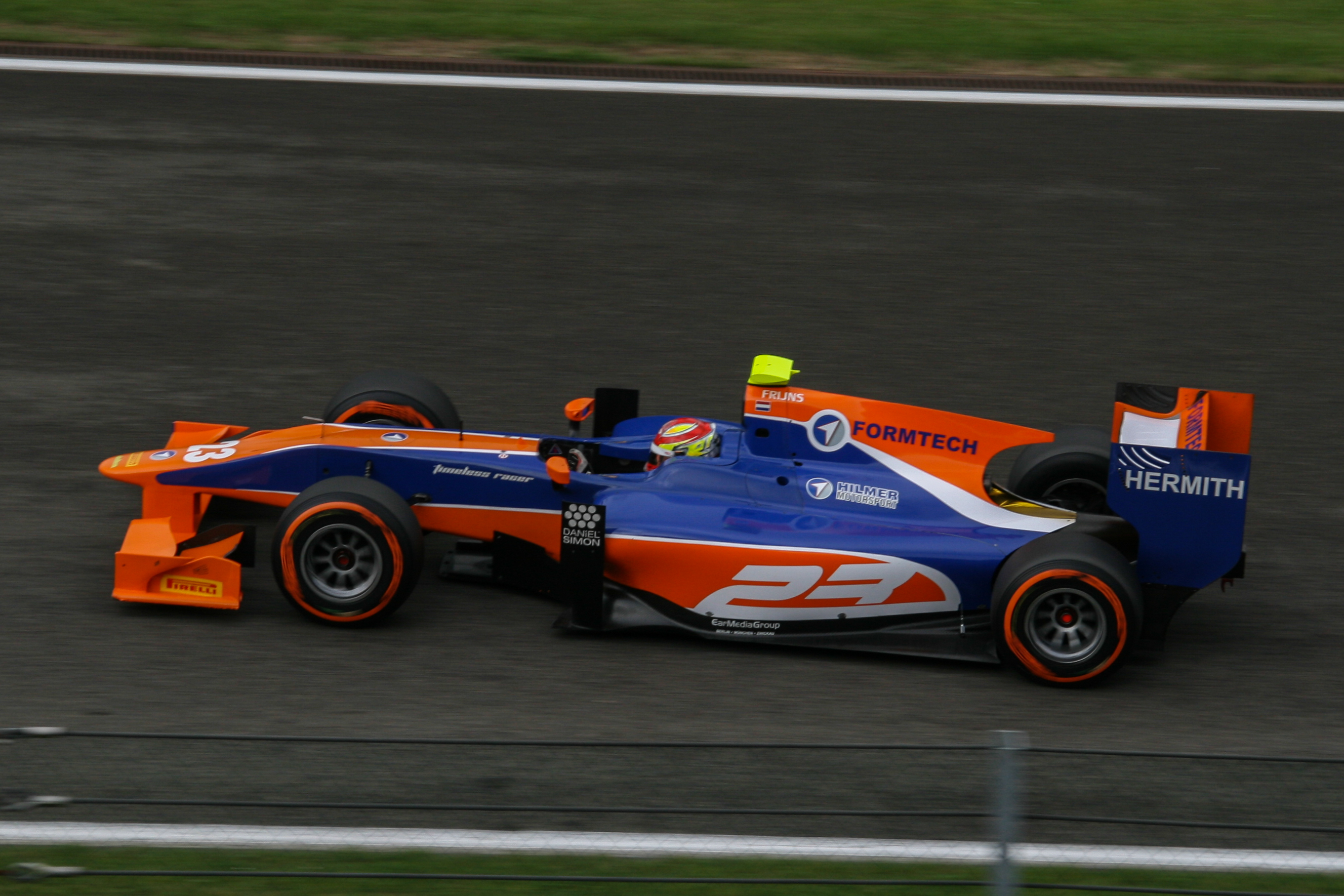
Robin Frijns nel 2013 a Spa-Francorchamps

Frijns guida per il team Trident Motorsport durante i test a Jerez della GP2 Series. A partire dal week-end del Bahrain Frijns prese il posto di Conor Daly alla Hilmer Motorsport, esordendo così nella GP2 Series 2013. Nel successivo fine settimana, in Spagna, ottenne una vittoria e un secondo posto. Dopo aver partecipato ad altri tre eventi del campionato, fu sostituito da Adrian Quaife-Hobbs; a Spa-Francorchamps tornò a correre per la stessa scuderia, in questo caso al posto di Jon Lancaster. Totalizzò 47 punti, piazzandosi 15º nella classifica finale.

### Formula 1
Il 18 ottobre 2012, la Sauber annunciò che Frijns avrebbe guidato la loro vettura nel corso del terzo giorno dei test per giovani piloti a Yas Marina insieme all'allora pilota di riserva del team, Esteban Gutiérrez. Essendo il pilota meglio piazzato in Formula Renault non facente parte di alcun team di Formula 1, Frijns fu aggiunto anche alla formazione Red Bull per il test. Il 23 novembre 2012 fu annunciato che Frijns sarebbe entrato a far parte della Sauber nel ruolo di collaudatore e terzo pilota. Per la stagione 2014, Frijns fu invece ingaggiato dalla Caterham, sempre come pilota di riserva.

### Formula E

#### Andretti (2015-2017)

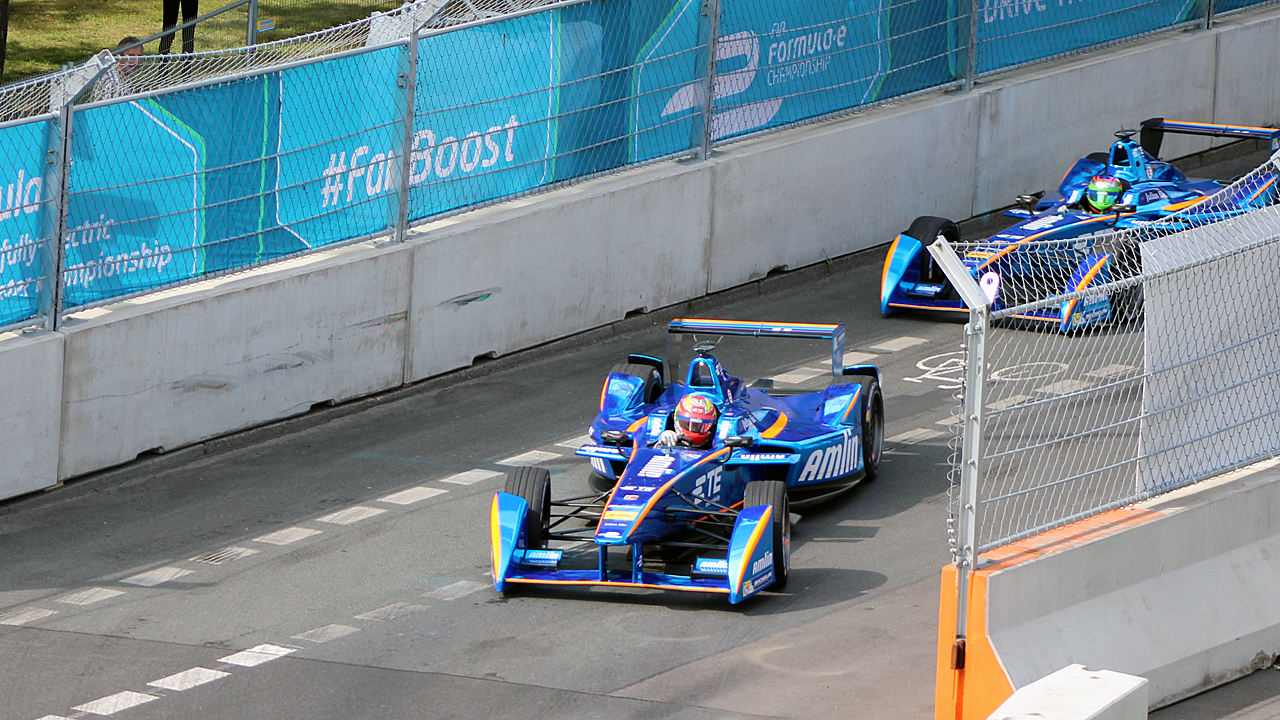
Frijns in azione nell'E-Prix di Berlino

Nel 2015 disputa la seconda stagione di Formula E con il Team Andretti. Dopo essere giunto decimo nella gara inaugurale della stagione a Pechino, il pilota olandese cattura il primo podio della stagione a Putrajaya, giungendo al traguardo guidando gli ultimi giri con la vettura di traverso. Nelle successive due gare riesce a ottenere punti giungendo prima 10º e poi 8º. Torna in alto nella classifica a Città del Messico, dove giunge quinto. A Long Beach giunge nuovamente fuori dai punti, salvo poi tornarci nelle due gare successive. Nell'appuntamento conclusivo a Londra si ritira e conclude la stagione in 12ª posizione e con 45 punti, con una vettura che risaliva alla stagione precedente.
Per il 2017 il suo compagno è António Félix da Costa. La stagione si rivela abbastanza deludente, con dei sesti posti quali risultati migliori, ottenuti nell'E-Prix di Hong Kong ed E-Prix di Parigi.

#### Envision Racing (2018-2022)

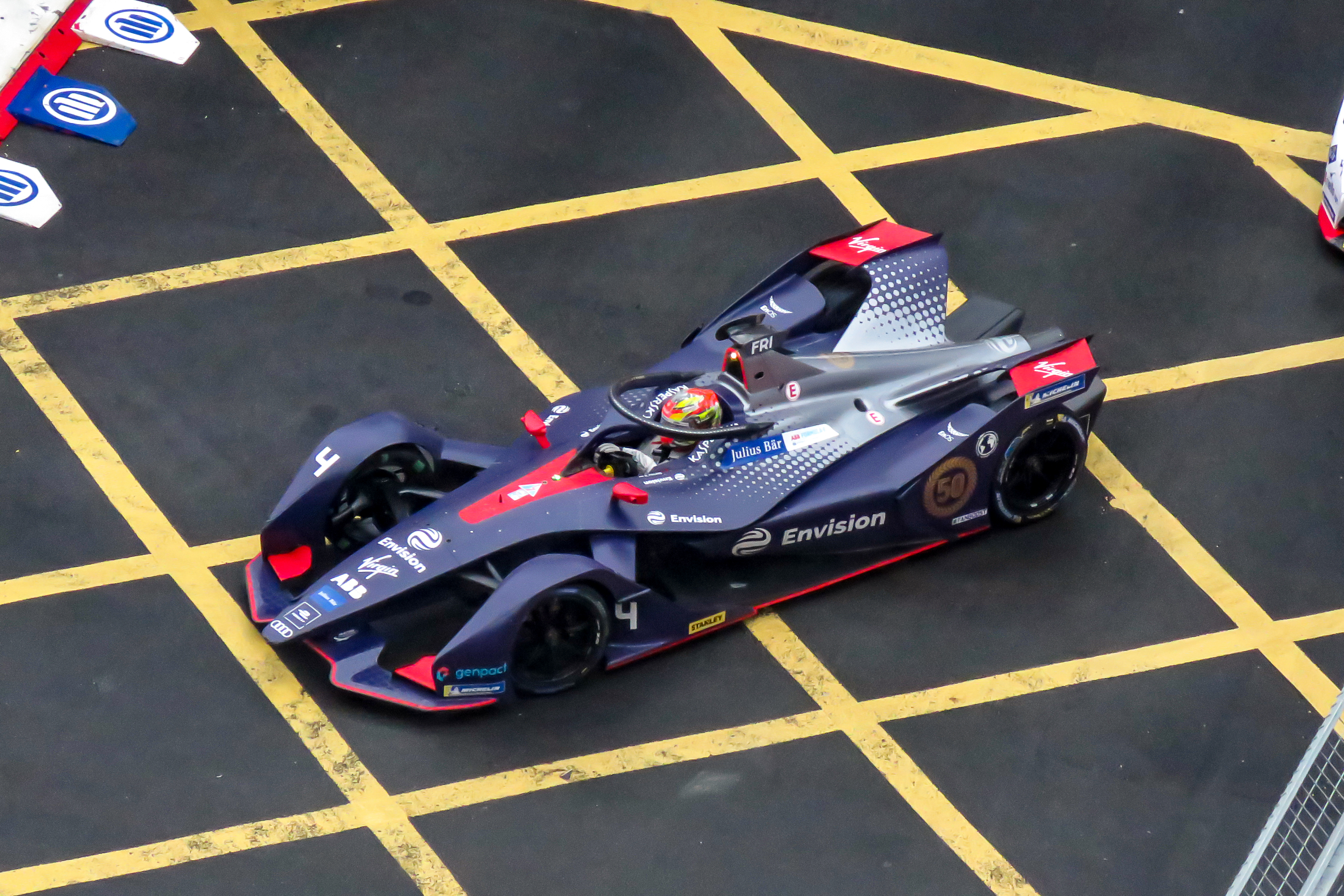
Frijns nel 2019 con la vettura del team Virgin Racing

Dopo una stagione di assenza torna nella categoria nella stagione 2018-2019 con il team Virgin Racing. A Marrakech finisce 2º, dopo una lotta all'ultimo giro con Jerome d'Ambrosio, che vince. A Hong Kong arriva 3º grazie alla penalità inflitta al compagno di squadra Sam Bird. Nella gara di Sanya viene tamponato da Buemi che lo spinge contro Di Grassi; il pilota si ritira e viene classificato 14º, in quanto l'incidente è avvenuto al penultimo giro. A Parigi vince la sua prima gara in Formula E, in condizioni variabili. A Monaco si tocca con Alexander Sims e si ritira (viene classificato 17º). A Berna si ritira subito per incidente. Si ritira anche nella gara 1 di New York, mentre vince la seconda gara concludendo la stagione al 4º posto in classifica.

Nella stagione successiva continua con il team Virgin Racing. Inizia bene la stagione con un quinto posto nell'E-Prix di Dirʿiyya. Dopo risultati deludenti, si arriva all'E-Prix di Berlino dove nelle sei gare il pilota olandese conquista due secondi posti. Conclude il campionato con 58 punti al tredicesimo posto.

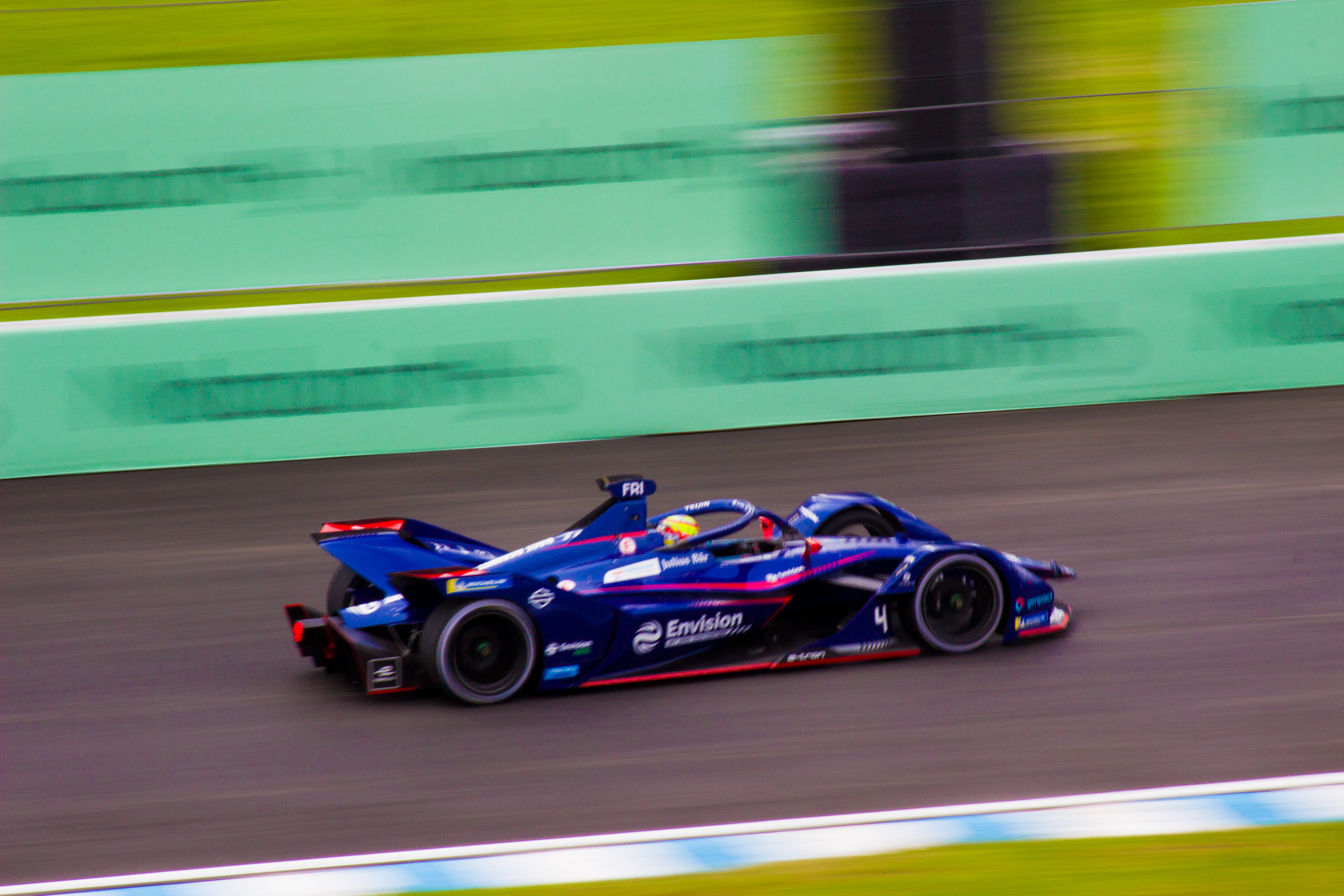
Frijns durante l'E-Prix di Puebla del 2021

Per la stagione 2020-2021 viene confermato del team insieme al rookie, Nick Cassidy. Frijns conquista nella seconda gara stagionale un secondo posto dietro a Sam Bird nell'E-Prix di Dirʿiyya. Arriva secondo anche nell'E-Prix di Monaco dietro ad António Félix da Costa e sale in testa alla classifica mondiale. Dopo i deludenti risultati dell'E-Prix di Puebla perde la testa della classifica. A fine stagione chiude con il quinto posto nella classifica piloti a solo dieci punti dal campione Nyck de Vries.
Nell'agosto del 2021 il team Envision Racing conferma Frijns come suo pilota per un'altra stagione. La stagione inizia molto bene, conquista un secondo posto nell'E-Prix di Dirʿiyya dietro a Edoardo Mortara, e nelle due gare di Roma ottiene altri due podi, salendo così secondo in classifica generale.

#### ABT Cupra (2022-2023)
Per la stagione nove della Formula E, Frijns lascia il team Envision Racing per passare al team ABT Cupra insieme a Nico Müller. La stagione inizia con l'E-Prix di Città del Messico, il pilota olandese viene coinvolto in un incidente al primo giro con Norman Nato. Come conseguenza Frijns si ritrova con il polso rotto ed è costretto a saltare gli E-Prix di Dirʿiyya, Hyderabad e Città del Capo, dove viene sostituito da Kelvin van der Linde.

#### Envision Racing (2023-presente)
Dopo solo un anno in ABT il pilota olandese decide legarsi al Envision Racing, team con cui ha già corso per quattro stagioni. La prima gara in Messico finisce, però, dopo solamente sette giri dal via a causa di un incidente, il pilota olandese si riscatta nella seconda gara dell'E-Prix di Dirʿiyya  dove arriva secondo dietro Nick Cassidy. Visto la concomitanza con il WEC Frijns salta l'evento a Berlino dove viene sostituito da Joel Eriksson. Nelle due gare a Portland ottiene un doppio podio arrivando in entrambe le gare secondo e chiude nono in classifica.  
Il team britannico conferma Frijns e Buemi per la stagione 11.   

## Carriera Endurance e GT

### Blancpain Sprint Series
Nel 2015 Frijns oltre a correre in Formula E partecipa alla sua prima stagione del Blancpain Sprint Series (attuale GT World Challenge Europe) con il team Belgian Audi Club Team WRT. Il pilota olandese si dimostra molto competitivo, vince insieme ai suoi compagni cinque gare e pur avendo saltato delle gare chiude secondo in classifica. Nel 2016 sempre con la Audi R8 LMS ottiene un'altra vittoria nella serie. Ma nel 2017 riesce a laurearsi campione nella serie sprint insieme al britannico Stuart Leonard. Nel 2018 disputa la sua ultima stagione nella serie in modo part-time, visto il doppio impegno nel DTM e in Formula E.

### DTM

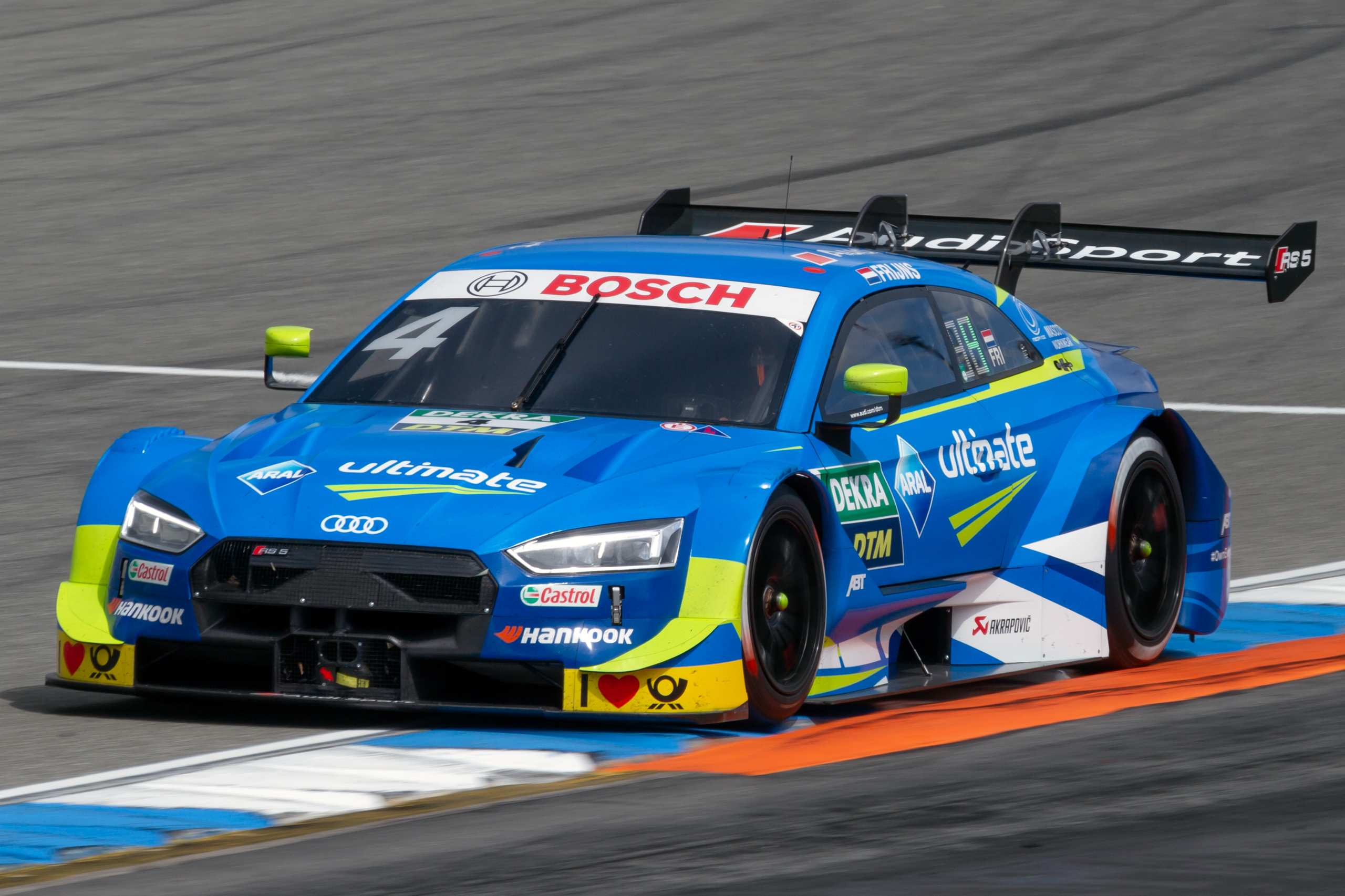
Robin Frijns nel 2019 a Hockenheim

Il 29 gennaio 2018, Frijns viene ingaggiato dal team Audi Sport per correre la stagione 2018 del DTM, sostituendo Mattias Ekström che ha scelto di concentrarsi esclusivamente al Campionato del mondo rallycross. Il pilota olandese si trova a suo agio nella serie, già al primo anno riesce a conquistare due secondi posti chiudendo 13º in classifica.
Nel 2019 viene confermato dal team ufficiale Audi, Abt Sportsline insieme a Nico Müller, Frijns si dimostra molto costante nei risultati salendo pure cinque volte sul podio che lo portano al quinto posto in classifica generale.
Nel 2020 rimane con Audi Sport Team Abt Sportsline sempre insieme a Müller. Si rivela la sua migliore stagione, conquista tre vittorie, la prima ad Assen davanti al francese Loïc Duval, mentre le altre due arrivano al Nürburgring. Grazie ad altri sette podi chiude terzo in classifica generale dietro a René Rast e Nico Müller. A fine stagione l'Audi decide di terminare il suo impegno ufficiale nel DTM, Frijns passa al WEC e alla Formula E.
Nel 2023 Frijns annuncia la separazione dal Audi Sport dopo 7 anni assieme di successi nel mondo del GT.

### WEC
Nel 2021 in contemporanea con la Formula E Frijns gareggia nel WEC (categoria LMP2) con il team Team WRT. A Monza con i suoi compagni conquista il suo primo podio grazie a un ottimo secondo posto. Insieme a Ferdinand Habsburg e Charles Milesi finiscono sesti alla 24 Ore di Le Mans, primi nella categoria LMP2. Grazie alle due vittorie in Bahrain l'equipaggio si laurea campione nella categoria davanti al team Jota formato da Sean Gelael, Tom Blomqvist e Stoffel Vandoorne.

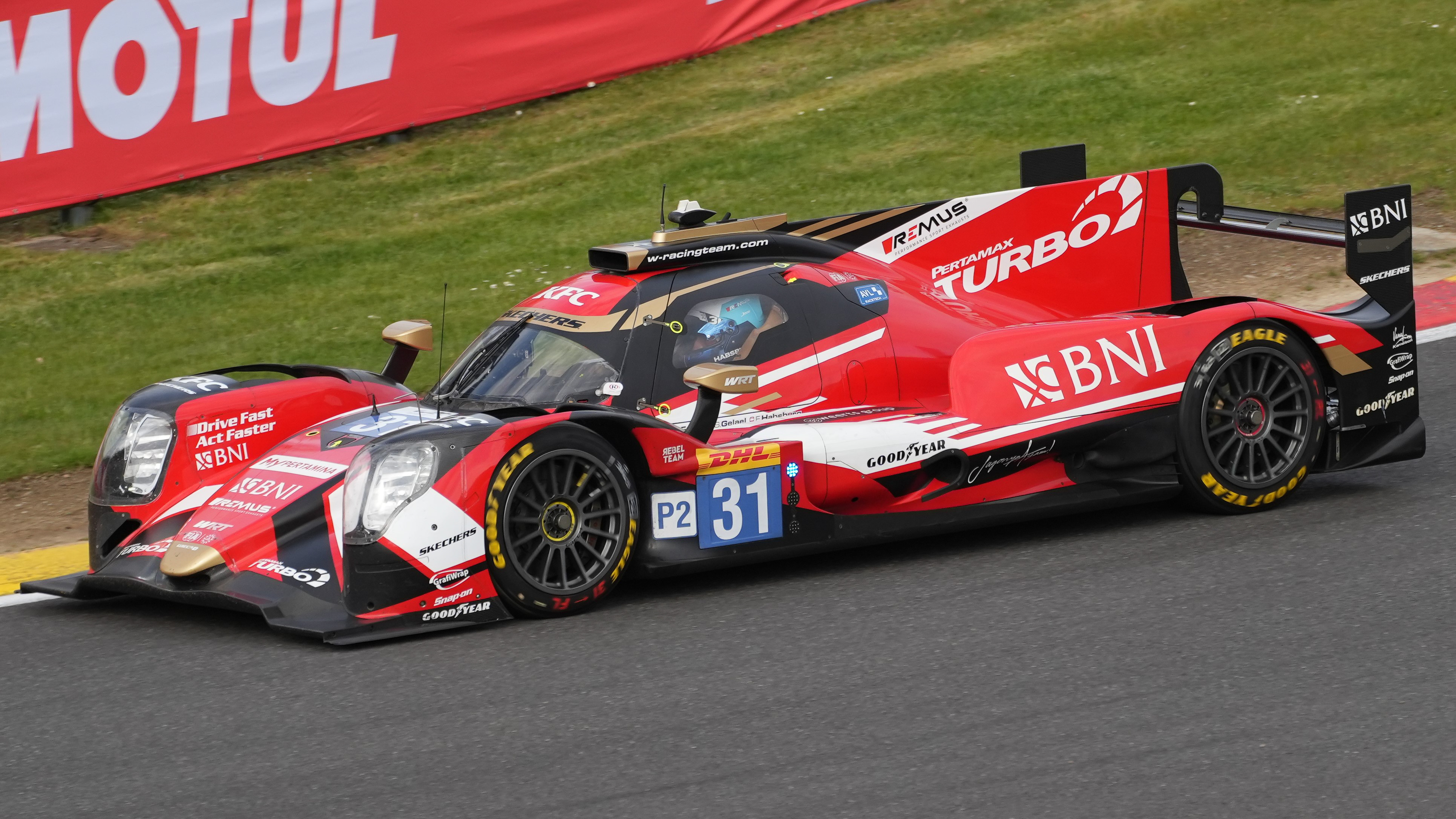
Frijns durante la 6 ore di Spa 2023 con il team Team WRT

Nel 2022 Frijns viene confermato dal Team WRT insieme a René Rast e Sean Gelael. Nella prima gara stagione, la 1000 Miglia di Sebring il team chiude secondo dietro il team United Autosports. La prima vittoria stagionale arriva alla 6 Ore di Spa dopo una gara sotto la pioggia. Dopo due gare negative fuori dai punti arrivano due vittorie consecutive nella 6 Ore del Fuji e nella 8 Ore del Bahrain. Equipaggio chiude secondo in classifica dietro al team Jota.

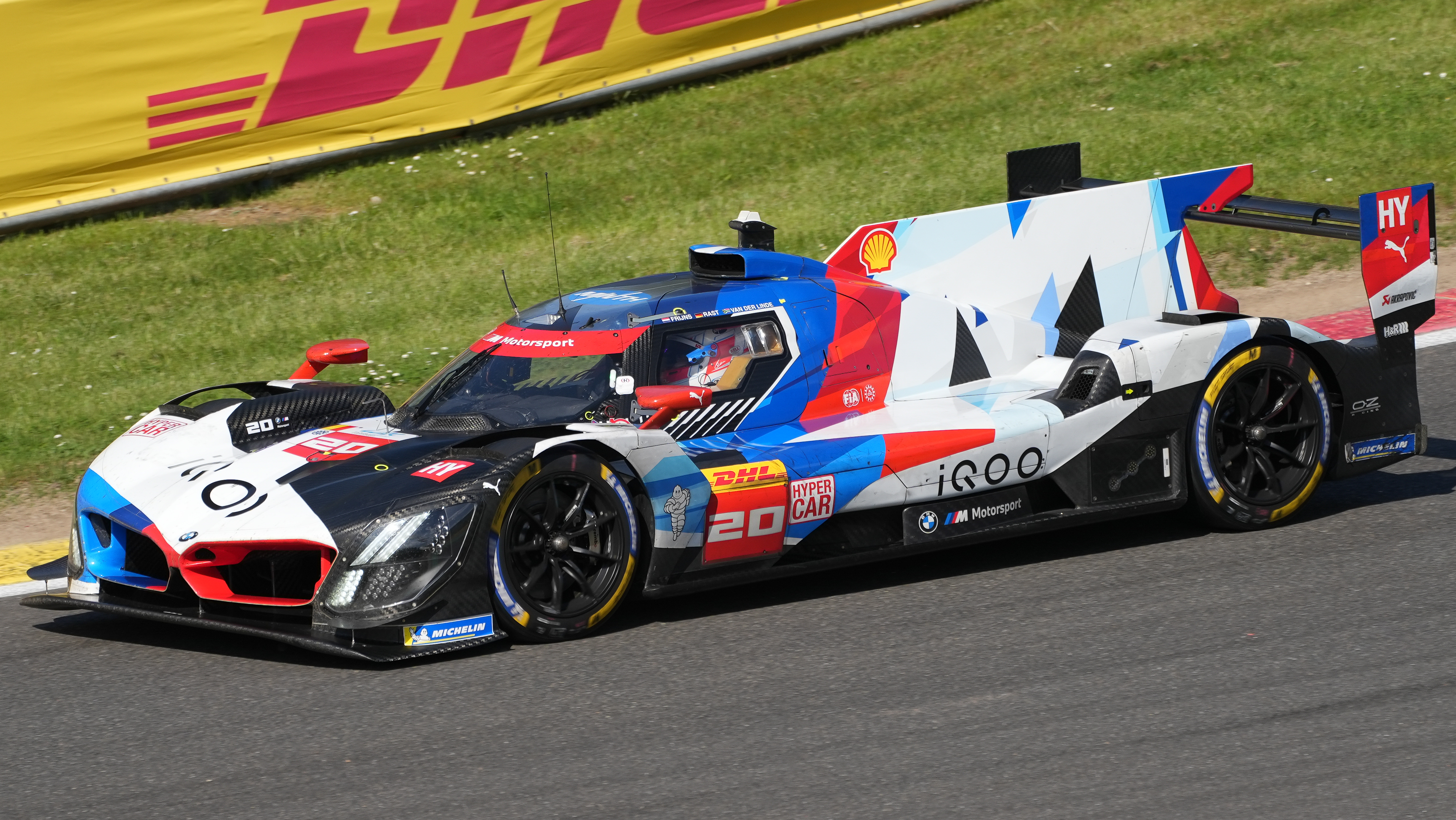
La BMW M Hybrid V8 di Frijns durante la 6 ore di Spa 2024

Frijns per la stagione 2023 viene confermato dal Team WRT insieme a Sean Gelael e Ferdinand Habsburg. Mentre nel 2024 passa alla classe Hypercar dove corre con la BMW M Hybrid V8 insieme a Sheldon van der Linde e René Rast.

## Risultati

### Riassunto della carriera
| Stagione | Serie                              | Team                           | Gare                        | Vittorie                    | Pole                        | Gpv                         | Podi                        | Punti                       | Pos.                        |
| -------- | ---------------------------------- | ------------------------------ | --------------------------- | --------------------------- | --------------------------- | --------------------------- | --------------------------- | --------------------------- | --------------------------- |
| 2009     | Formula BMW                        | Josef Kaufmann Racing          | 16                          | 1                           | 1                           | 1                           | 6                           | 265                         | 3º                          |
| 2010     | Formula BMW                        | Josef Kaufmann Racing          | 16                          | 6                           | 3                           | 3                           | 13                          | 383                         | 1º                          |
| 2010     | Formula Renault 2.0 NEC            | Josef Kaufmann Racing          | 3                           | 1                           | 0                           | 1                           | 2                           | 70                          | 14º                         |
| 2011     | Eurocup Formula Renault 2.0        | Josef Kaufmann Racing          | 14                          | 5                           | 1                           | 0                           | 9                           | 245                         | 1º                          |
| 2011     | Formula Renault 2.0 NEC            | Josef Kaufmann Racing          | 12                          | 1                           | 1                           | 2                           | 7                           | 238                         | 4º                          |
| 2012     | Formula Renault 3.5 Series         | Fortec Motorsport              | 17                          | 3                           | 4                           | 1                           | 8                           | 189                         | 1º                          |
| 2013     | Formula 1                          | Sauber                         | Collaudatore e terzo pilota | Collaudatore e terzo pilota | Collaudatore e terzo pilota | Collaudatore e terzo pilota | Collaudatore e terzo pilota | Collaudatore e terzo pilota | Collaudatore e terzo pilota |
| 2013     | GP2 Series                         | Hilmer Motorsport              | 12                          | 1                           | 0                           | 0                           | 2                           | 47                          | 15º                         |
| 2014     | Formula 1                          | Caterham F1 Team               | Collaudatore                | Collaudatore                | Collaudatore                | Collaudatore                | Collaudatore                | Collaudatore                | Collaudatore                |
| 2015     | Blancpain Sprint Series            | Belgian Audi Club Team WRT     | 14                          | 5                           | 2                           | 0                           | 7                           | 127                         | 2º                          |
| 2015     | Blancpain Endurance Series         | Belgian Audi Club Team WRT     | 5                           | 0                           | 0                           | 0                           | 2                           | 48                          | 6º                          |
| 2015-16  | Formula E                          | Amlin Andretti                 | 10                          | 0                           | 0                           | 0                           | 1                           | 45                          | 12º                         |
| 2016-17  | Formula E                          | MS Amlin Andretti              | 12                          | 0                           | 0                           | 0                           | 0                           | 24                          | 13º                         |
| 2017     | Blancpain GT Series Sprint Cup     | Team WRT                       | 8                           | 2                           | 1                           | 0                           | 4                           | 82                          | 1º                          |
| 2017     | Blancpain GT Series Endurance Cup  | Team WRT                       | 2                           | 0                           | 1                           | 0                           | 1                           | 28                          | 13º                         |
| 2017     | FIA GT World Cup                   | Team WRT                       | 1                           | 0                           | 0                           | 0                           | 1                           | N.A.                        | 2º                          |
| 2017     | Intercontinental GT Challenge      | Audi                           | 2                           | 0                           | 0                           | 0                           | 0                           | 8                           | 12º                         |
| 2018     | Deutsche Tourenwagen Masters       | Audi Sport Team Abt Sportsline | 20                          | 0                           | 0                           | 1                           | 2                           | 84                          | 13º                         |
| 2018     | Blancpain GT Series Sprint Cup     | Belgian Audi Club Team WRT     | 6                           | 0                           | 0                           | 1                           | 0                           | 13                          | 15º                         |
| 2018     | Blancpain GT Series Endurance Cup  | Belgian Audi Club Team WRT     | 2                           | 0                           | 0                           | 0                           | 0                           | 14                          | 29º                         |
| 2018     | Blancpain GT Series Endurance Cup  | Audi Sport Team WRT            | 1                           | 0                           | 0                           | 0                           | 0                           | 14                          | 29º                         |
| 2018     | Intercontinental GT Challenge      | Audi                           | 3                           | 1                           | 1                           | 0                           | 2                           | 55                          | 5º                          |
| 2018     | WeatherTech SportsCar Championship | Jackie Chan DCR JOTA           | 1                           | 0                           | 0                           | 0                           | 0                           | 20                          | 55º                         |
| 2018     | FIA GT World Cup                   | Audi Sport Team WRT Speedstar  | 1                           | 0                           | 0                           | 0                           | 0                           | N.A.                        | 5º                          |
| 2018     | Stock Car Brasil                   | Full Time Bassani              | 1                           | 0                           | 0                           | 0                           | 0                           | 0                           | N.C.                        |
| 2018-19  | Formula E                          | Envision Virgin Racing         | 13                          | 2                           | 0                           | 1                           | 4                           | 106                         | 4º                          |
| 2019-20  | Formula E                          | Envision Virgin Racing         | 10                          | 0                           | 0                           | 0                           | 2                           | 58                          | 12º                         |
| 2020     | Deutsche Tourenwagen Masters       | Audi Sport Team Abt Sportsline | 18                          | 3                           | 5                           | 1                           | 11                          | 279                         | 3º                          |
| 2020-21  | Formula E                          | Envision Virgin Racing         | 15                          | 0                           | 1                           | 2                           | 2                           | 89                          | 5º                          |
| 2021     | WEC - LMP2                         | Team WRT                       | 5                           | 2                           | 1                           | 1                           | 3                           | 113                         | 1º                          |
| 2021     | 24 Ore di Le Mans - LMP2           | Team WRT                       | 1                           | 1                           | 1                           | 0                           | 0                           | N.A                         | 1º                          |
| 2021-22  | Formula E                          | Envision Racing                | 16                          | 0                           | 0                           | 2                           | 4                           | 126                         | 7º                          |
| 2022     | WEC - LMP2                         | Team WRT                       | 6                           | 3                           | 1                           | 1                           | 4                           | 116                         | 2º                          |
| 2022     | 24 Ore di Le Mans - LMP2           | Team WRT                       | 1                           | 1                           | 1                           | 0                           | 0                           | N.A                         | NC                          |
| 2022-23  | Formula E                          | ABT Cupra Formula E Team       | 1                           | 0                           | 0                           | 0                           | 0                           | 0*                          | º                           |
| 2023     | WEC - LMP2                         | Team WRT                       | 7                           | 0                           | 0                           | 1                           | 2                           | 94                          | 4º                          |
| 2023     | 24 Ore di Le Mans - LMP2           | Team WRT                       | 1                           | 0                           | 0                           | 1                           | 0                           | N/A                         | 5º                          |
| 2023–24  | Formula E                          | Envision Racing                | 14                          | 0                           | 0                           | 1                           | 3                           | 66                          | 9º                          |
| 2024     | WEC - Hypercar                     | BMW M Team WRT                 | 5                           | 0                           | 0                           | 0                           | 0                           | 10*                         |                             |
| 2024     | 24 Ore di Le Mans                  | BMW M Team WRT                 | 1                           | 0                           | 0                           | 0                           | 0                           | N/A                         | Rit                         |

*Stagione in corso.

### Formula Renault 3.5 Series
| Anno | Squadra           | 1   | 2   | 3   | 4   | 5   | 6   | 7   | 8   | 9   | 10  | 11  | 12  | 13  | 14  | 15  | 16  | 17  | Punti | Pos. |
| ---- | ----------------- | --- | --- | --- | --- | --- | --- | --- | --- | --- | --- | --- | --- | --- | --- | --- | --- | --- | ----- | ---- |
| 2012 | Fortec Motorsport | ALC | ALC | MON | SPA | SPA | NÜR | NÜR | MSC | MSC | SIL | SIL | HUN | HUN | LEC | LEC | CAT | CAT | 189   | 1º   |
| 2012 | Fortec Motorsport | 3   | 1   | Rit | 7   | 3   | 3   | 5   | 1   | 17  | 2   | 9   | 1   | 5   | 7   | 9   | 3   | 14  | 189   | 1º   |

### GP2 Series
| Anno | Squadra           | 1   | 2   | 3   | 4   | 5   | 6   | 7   | 8   | 9   | 10  | 11  | 12  | 13  | 14  | 15  | 16  | 17  | 18  | 19  | 20  | 21  | 22  | Punti | Pos. |
| ---- | ----------------- | --- | --- | --- | --- | --- | --- | --- | --- | --- | --- | --- | --- | --- | --- | --- | --- | --- | --- | --- | --- | --- | --- | ----- | ---- |
| 2013 | Hilmer Motorsport | SEP | SEP | BHR | BHR | CAT | CAT | MON | MON | SIL | SIL | NÜR | NÜR | HUN | HUN | SPA | SPA | MNZ | MNZ | SGP | SGP | YMC | YMC | 47    | 15º  |
| 2013 | Hilmer Motorsport |     |     | 21  | 23  | 1   | 2   | Rit | 15  | 13  | Rit | 6   | Rit |     |     | 9   | Rit |     |     |     |     |     |     | 47    | 15º  |

### Formula 1
| 2014 | Scuderia | Vettura |  |  |    |  |  |  |  |  |    |  |  |  |  |  |  |  |  |  |  |  |  |  |  |  | Punti | Pos. |
| ---- | -------- | ------- |  |  | -- |  |  |  |  |  | -- |  |  |  |  |  |  |  |  |  |  |  |  |  |  |  | ----- | ---- |
| 2014 | Caterham | CT05    |  |  | SP |  |  |  |  |  | SP |  |  |  |  |  |  |  |  |  |  |  |  |  |  |  |       |      |

| Legenda | 1º posto     | 2º posto | 3º posto    | A punti         | Senza punti/Non class.  | Grassetto – Pole position Corsivo – Giro più veloce |
| Legenda | Squalificato | Ritirato | Non partito | Non qualificato | Solo prove/Terzo pilota | Grassetto – Pole position Corsivo – Giro più veloce |

### Blancpain Sprint Series
| Anno | Squadra                    | Auto              | Classe | 1                  | 2                  | 3                      | 4                      | 5                   | 6                   | 7                   | 8                   | 9                     | 10                    | 11                | 12                | 13                     | 14                     | Punti | Pos. |
| ---- | -------------------------- | ----------------- | ------ | ------------------ | ------------------ | ---------------------- | ---------------------- | ------------------- | ------------------- | ------------------- | ------------------- | --------------------- | --------------------- | ----------------- | ----------------- | ---------------------- | ---------------------- | ----- | ---- |
| 2015 | Belgian Audi Club Team WRT | Audi R8 LMS Ultra | Pro    | Francia (bandiera) | Francia (bandiera) | Regno Unito (bandiera) | Regno Unito (bandiera) | Belgio (bandiera)   | Belgio (bandiera)   | Russia (bandiera)   | Russia (bandiera)   | Portogallo (bandiera) | Portogallo (bandiera) | Italia (bandiera) | Italia (bandiera) | Paesi Bassi (bandiera) | Paesi Bassi (bandiera) | 127   | 2º   |
| 2015 | Belgian Audi Club Team WRT | Audi R8 LMS Ultra | Pro    | NP                 | NP                 | 1                      | 1                      | 1                   | 1                   | Rit                 | 5                   | 2                     | 1                     | Rit               | NP                | 15                     | 2                      | 127   | 2º   |
| 2016 | Belgian Audi Club Team WRT | Audi R8 LMS       | Pro    | Italia (bandiera)  | Italia (bandiera)  | Regno Unito (bandiera) | Regno Unito (bandiera) | Germania (bandiera) | Germania (bandiera) | Ungheria (bandiera) | Ungheria (bandiera) | Spagna (bandiera)     | Spagna (bandiera)     |                   |                   |                        |                        | 33    | 10º  |
| 2016 | Belgian Audi Club Team WRT | Audi R8 LMS       | Pro    | 4                  | 22                 | 6                      | 12                     |                     |                     | 11                  | 7                   | 1                     | 3                     |                   |                   |                        |                        | 33    | 10º  |
| 2017 | Team WRT                   | Audi R8 LMS       | Pro    | Italia (bandiera)  | Italia (bandiera)  | Regno Unito (bandiera) | Regno Unito (bandiera) | Belgio (bandiera)   | Belgio (bandiera)   | Ungheria (bandiera) | Ungheria (bandiera) | Germania (bandiera)   | Germania (bandiera)   |                   |                   |                        |                        | 82    | 1º   |
| 2017 | Team WRT                   | Audi R8 LMS       | Pro    |                    |                    | 7                      | 2                      | 1                   | 3                   | 5                   | 4                   | 6                     | 1                     |                   |                   |                        |                        | 82    | 1º   |
| 2018 | Belgian Audi Club Team WRT | Audi R8 LMS       | Pro    | Belgio (bandiera)  | Belgio (bandiera)  | Regno Unito (bandiera) | Regno Unito (bandiera) | Italia (bandiera)   | Italia (bandiera)   | Ungheria (bandiera) | Ungheria (bandiera) | Germania (bandiera)   | Germania (bandiera)   |                   |                   |                        |                        | 13    | 15º  |
| 2018 | Belgian Audi Club Team WRT | Audi R8 LMS       | Pro    | 5                  | 5                  |                        |                        |                     |                     | Rit                 | 16                  | 11                    | 9                     |                   |                   |                        |                        | 13    | 15º  |

### Formula E
| Stagione | Squadra                  | Vettura                  | 1                   | 2            | 3           | 4                                               | 5       | 6       | 7       | 8      | 9       | 10      | 11      | 12      | 13      | 14      | 15      | 16     | Punti | Pos. |
| --- | ------------------------ | ------------------------ | ------------------- | ------------ | ----------- | ----------------------------------------------- | ------- | ------- | ------- | ------ | ------- | ------- | ------- | ------- | ------- | ------- | ------- | ------ | ----- | ---- |
| 2015-16 | Amlin Andretti Formula E | Spark-Renault SRT_01E    | PEC 10              | PUT 3        | PDE 10      | BNA 8                                           | MEX 5   | LHB 15  | PAR 7   | BER 6  | LON Rit | LON Rit |         |         |         |         |         |        | 45    | 12º  |
| 2016-17 | MA Amlin Andretti        | Spark-Andretti ATEC-02   | HKG 6               | MAR 12       | BNA 14      | MEX 11                                          | MON 12  | PAR 6   | BER 17  | BER 18 | NYC 9   | NYC 9   | MTR 8   | MTR 13  |         |         |         |        | 24    | 13º  |
| 2018-19 | Envision Virgin Racing   | Spark-Audi e-tron FE05   | DIR 12              | MAR 2        | SAN 5       | MEX 11                                          | HKG 3   | SAY 14  | ROM 4   | PAR 1  | MON 17† | BER 13  | BRN Rit | NYC Rit | NYC 1   |         |         |        | 106   | 4º   |
| 2019-20 | Envision Virgin Racing   | Spark-Audi e-tron FE06   | DIR 5               | DIR Rit      | SAN 15      | MEX SQ                                          | MAR 12  | BER Rit | BER 4   | BER 2  | BER NP  | BER 2   | BER Rit |         |         |         |         |        | 58    | 12º  |
| 2020-21 | Envision Virgin Racing   | Spark-Audi e-tron FE07   | DIR 17              | DIR 2G       | ROM 4       | ROM 18                                          | VAL 6   | VAL 19  | MON 2G  | PUE 16 | PUE 11  | NYC 5   | NYC 8   | LON 13  | LON 4   | BER 15  | BER 12  |        | 89    | 5º   |
| 2021-22 | Envision Racing          | Spark-Audi e-tron FE07   | DIR 16              | DIR 2        | MEX 7       | ROM 2                                           | ROM 3   | MON 4   | BER 12  | BER 5  | GIA 17  | MAR 18  | NYC 3   | NYC 6   | LON 16  | LON 7   | SEO 8   | SEO 4  | 126   | 7°   |
| 2022-23 | ABT Cupra Formula E Team | Spark-Mahindra M9Electro | MEX Rit             | DIR INF      | DIR INF     | HYD INF                                         | CAP INF | SAP 14  | BER 14  | BER 17 | MON 12  | GIA 9   | GIA 13  | POR 10  | ROM Rit | ROM Rit | LON Rit | LON 17 | 6     | 22°  |
| 2023-24 | Envision Racing          | Spark-Jaguar I-Type 6    | MEX Rit             | DIR 10       | DIR 2       | SAP 19                                          | TOY 9   | MIS 17  | MIS Rit | MON 17 | BER     | BER     | SHA 12  | SHA 9   | POR 2   | POR 2   | LON Rit | LON 7  | 66    | 9º   |
| 2024-25 | Envision Racing          | Spark-Jaguar I-Type 7    | SAP NP              | MEX 11       | JED 13      | JED 14                                          | MIA 8   | MON 8   | MON 11  | TOK    | TOK     | SHA     | SHA     | GIA     | BER     | BER     | LON     | LON    | 8*    |      |
| \| Legenda \| 1º posto \| 2º posto \| 3º posto \| A punti \| Senza punti \| Grassetto=Pole position Corsivo=Giro più veloce \| \| Legenda \| Solo prove/Terzo pilota \| Non qualificato \| Ritirato/Non class. \| Squalificato \| Non partito \| Grassetto=Pole position Corsivo=Giro più veloce \| |                          |                          |                     |              |             |                                                 |         |         |         |        |         |         |         |         |         |         |         |        |       |      |
| Legenda | 1º posto                 | 2º posto                 | 3º posto            | A punti      | Senza punti | Grassetto=Pole position Corsivo=Giro più veloce |         |         |         |        |         |         |         |         |         |         |         |        |       |      |
| Legenda | Solo prove/Terzo pilota  | Non qualificato          | Ritirato/Non class. | Squalificato | Non partito | Grassetto=Pole position Corsivo=Giro più veloce |         |         |         |        |         |         |         |         |         |         |         |        |       |      |

- G: Pilota col giro più veloce nel gruppo di qualifica.
- *: Fanboost.
- †: Il pilota non ha terminato la gara, ma è stato classificato poiché ha completato oltre il 90% della distanza di gara.

### Stock Car Brasil
(legenda) (Le gare in grassetto indicano la pole) (Le gare in corsivo indicano il giro veloce)
| Anno | Squadra    | Vettura         | 1         | 2     | 3     | 4     | 5     | 6     | 7     | 8     | 9     | 10    | 11    | 12    | 13    | 14    | 15    | 16    | 17    | 18    | 19    | 20    | 21    | Punti | Pos. |
| ---- | ---------- | --------------- | --------- | ----- | ----- | ----- | ----- | ----- | ----- | ----- | ----- | ----- | ----- | ----- | ----- | ----- | ----- | ----- | ----- | ----- | ----- | ----- | ----- | ----- | ---- |
| 2018 | Cimed Team | Chevrolet Cruze | INT 1 Rit | CUR 1 | CUR 2 | VEL 1 | VEL 2 | LON 1 | LON 2 | SCZ 1 | SCZ 2 | GOI 1 | MOU 1 | MOU 2 | CAS 1 | CAS 2 | VCA 1 | VCA 2 | TAR 1 | TAR 2 | GOI 1 | GOI 2 | INT 1 | 0†    | NC†  |

† Dato che Frijns era un pilota ospite, non era idoneo per i punti.
* Stagione in corso.

### 12 Ore di Bathurst
| Anno | Classe | N° | Vettura                              | Squadra             | Co-piloti                     | Giri | Pos. Assol. | Pos. di Classe |
| ---- | ------ | -- | ------------------------------------ | ------------------- | ----------------------------- | ---- | ----------- | -------------- |
| 2018 | APP    | 37 | Audi R8 LMS 5.2L FSI 2×DOHC Audi V10 | Audi Sport Team WRT | Stuart Leonard Dries Vanthoor | 271  | 1º          | 1º             |

### Deutsche Tourenwagen Masters
(legenda) (Le gare in grassetto indicano la pole position) (Gare in corsivo indicano Gpv)
| Anno | Team                           | Vettura            | 1   | 2   | 3   | 4   | 5   | 6   | 7   | 8   | 9   | 10  | 11  | 12  | 13  | 14  | 15  | 16  | 17  | 18  | 19  | 20  | Punti | Pos. |
| ---- | ------------------------------ | ------------------ | --- | --- | --- | --- | --- | --- | --- | --- | --- | --- | --- | --- | --- | --- | --- | --- | --- | --- | --- | --- | ----- | ---- |
| 2018 | Audi Sport Team Abt Sportsline | Audi RS5 DTM       | HOC | HOC | LAU | LAU | HUN | HUN | NOR | NOR | ZAN | ZAN | BRH | BRH | MIS | MIS | NÜR | NÜR | SPL | SPL | HOC | HOC | 84    | 13º  |
| 2018 | Audi Sport Team Abt Sportsline | Audi RS5 DTM       | 18  | 12  | 13  | 10  | 7   | 8   | 12  | 8   | 5   | Rit | 12  | 12  | 2   | 4   | 17  | 10  | 11  | 13  | 2   | 5   | 84    | 13º  |
| 2019 | Audi Sport Team Abt Sportsline | Audi RS5 Turbo DTM | HOC | HOC | ZOL | ZOL | MIS | MIS | NOR | NOR | ASS | ASS | BRH | BRH | LAU | LAU | NÜR | NÜR | HOC | HOC |     |     | 157   | 5º   |
| 2019 | Audi Sport Team Abt Sportsline | Audi RS5 Turbo DTM | 3   | 3   | 12  | Rit | Rit | 4   | Rit | 4   | Rit | 6   | 4   | 3   | 2   | 5   | SQ  | 2   | 4   | 7   |     |     | 157   | 5º   |
| 2020 | Audi Sport Team Abt Sportsline | RS5 Turbo DTM      | SPA | SPA | LAU | LAU | LAU | LAU | ASS | ASS | NÜR | NÜR | NÜR | NÜR | ZOL | ZOL | ZOL | ZOL | HOC | HOC |     |     | 279   | 3º   |
| 2020 | Audi Sport Team Abt Sportsline | RS5 Turbo DTM      | 9   | 2   | 3   | 4   | 3   | 3   | 1   | 2   | 5   | 1   | 1   | 2   | 2   | Rit | 2   | Rit | 7   | 5   |     |     | 279   | 3º   |

### Campionato del mondo endurance
| Anno    | Squadra        | Classe   | Vettura         | SPA | ALG | MON | LMS | BHR | BHR |     |     | Punti | Pos. |
| ------- | -------------- | -------- | --------------- | --- | --- | --- | --- | --- | --- | --- | --- | ----- | ---- |
| 2021    | Team WRT       | LMP2     | Oreca 07        | 10  | 4   | 2   | 1   | 1   | 1   |     |     | 151   | 1º   |
| Anno    | Squadra        | Classe   | Vettura         | SEB | SPA | LMS | MON | FUJ | BHR |     |     | Punti | Pos. |
| 2022    | Team WRT       | LMP2     | Oreca 07        | 2   | 1   | Rit | 12  | 1   | 1   |     |     | 116   | 2°   |
| Anno    | Squadra        | Classe   | Vettura         | SEB | ALG | SPA | LMS | MON | FUJ | BHR |     | Punti | Pos. |
| 2023    | Team WRT       | LMP2     | Oreca 07        | 6   | 7   | 6   | 4   | 10  | 3   | 2   |     | 92    | 4°   |
| Anno    | Squadra        | Classe   | Vettura         | QAT | IMO | SPA | LMS | SÃO | COA | FUJ | BHR | Punti | Pos. |
| 2024    | BMW M Team WRT | Hypercar | BMW M Hybrid V8 | 10  | 6   | 13  | Rit | 14  | 13  | Rit | Rit | 10    | 27°  |
| Anno    | Squadra        | Classe   | Vettura         | QAT | IMO | SPA | LMS | SÃO | COA | FUJ | BHR | Punti | Pos. |
| 2025    | BMW M Team WRT | Hypercar | BMW M Hybrid V8 | 7   | 2   | Rit | 16  |     |     |     |     | 27*   |      |
| Legenda |                |          |                 |     |     |     |     |     |     |     |     |       |      |

* Stagione in corso.

### 24 Ore di Le Mans
| Anno | Classe   | N° | Gomme | Vettura                       | Squadra        | Co-piloti                             | Giri | Pos. Assol. | Pos. di Classe |
| ---- | -------- | -- | ----- | ----------------------------- | -------------- | ------------------------------------- | ---- | ----------- | -------------- |
| 2021 | LMP2     | 31 | G     | Oreca 07 Gibson GK428 4.2L V8 | Team WRT       | Ferdinand von Habsburg Charles Milesi | 363  | 6º          | 1º             |
| 2022 | LMP2     | 31 | G     | Oreca 07 Gibson GK428 4.2L V8 | Team WRT       | Sean Gelael René Rast                 | 285  | Rit         | Rit            |
| 2023 | LMP2     | 31 | G     | Oreca 07 Gibson GK428 4.2L V8 | Team WRT       | Sean Gelael Ferdinando d'Asburgo      | 226  | 13º         | 5º             |
| 2024 | Hypercar | 20 | M     | BMW M Hybrid V8               | BMW M Team WRT | Sheldon van der Linde René Rast       | 92   | DNF         | DNF            |
| 2025 | Hypercar | 20 | M     | BMW M Hybrid V8               | BMW M Team WRT | Sheldon van der Linde René Rast       | 375  | 17°         | 17°            |